# Rui Miguel Marinho Reis
Rui Miguel Marinho Reis (Coimbra, 30 gennaio 1984) è un ex calciatore portoghese, di ruolo attaccante.

## Carriera

### Club

#### Académica e prestiti minori
Nato a Ceira, nel distretto di Coimbra, Rui Miguel raggiunge le file delle giovanili della squadra locale, l'Académica, all'età di dieci anni. Dal 2002 al 2004 entra a far parte della compagine riserve, l'Académica B, ma senza mai essere preso in considerazione per la squadra maggiore, tanto da venire prestato nel 2004-2005 allo Sporting Pombal.
Il 6 aprile 2006 Rui Miguel debutta finalmente con la prima squadra, nella sfida vinta dall'Académica 4-1 in casa del Rio Ave. In tale match Rui Miguel segna anche la sua prima rete tra i professionisti. Dopo altre due apparizioni, il club di Coimbra lo manda in prestito alla Tourizense fino al 2008.

#### In Bulgaria
Nell'estate 2008 Rui Miguel fa la prima esperienza all'estero, in Bulgaria, accasandosi al Lokomotiv Mezdra, con cui segna tre reti nella prima metà dell'annata. 
Nel gennaio 2009 passa al CSKA Sofia con il connazionale e compagno di squadra David Silva. Alla sua seconda partita con la nuova squadra segna i primi gol col CSKA, realizzando una doppietta nell'incontro vinto 3-1 contro il Lokomotiv Plovdiv. Nel match successivo (vinto 2-0) si ripete marcando una rete contro lo Spartak Varna.

#### Kilmarnock e ritorno all'Académica
Il 16 settembre 2010 firma un contratto da un solo anno con gli scozzesi del Kilmarnock. Il 23 ottobre seguente va a segno nella partita persa 1-2 contro l'Inverness.
Terminato il contratto al Kilmarnock, il 17 giugno 2011 Rui Miguel ritorna a parametro zero nella squadra della sua città natale, l'Académica de Coimbra. In campionato totalizza 17 presenze, mentre in Coppa del Portogallo, con due apparizioni, è uno dei protagonisti della vittoriosa Taça de Portugal 2011-2012, conquistata trionfando per 1-0 contro lo Sporting Lisbona in finale. I conimbricensi non vincevano il trofeo da 73 anni.

#### Penafiel
Durante l'estate 2012 è in prova con l'Oldham Athletic, che gli offre un contratto. Alla fine però la trattativa con gli inglesi salta per la richiesta di tassa sull'agente del giocatore. Rui Miguel disputa allora la stagione 2012-2013 col Penafiel, in Segunda Liga.

#### Moreirense
L'anno successivo è alla Moreirense, con la quale vince il campionato portoghese di seconda divisione e viene promosso in Primeira Liga. Tornato al Penafiel, nel 2014-2015 disputa una stagione in massima serie, prima di venire retrocesso in cadetteria. Resta al Penafiel anche nel 2015-2016, totalizzando nel complesso, in tre stagioni, 42 presenze e 14 reti.

#### Terzo ritorno all'Académica
Il 21 giugno 2016 Rui Miguel, a 32 anni, veste per la terza volta la maglia dell'Académica (appena retrocesso) per la stagione 2016-2017, in seconda serie. Alla fine dell'annata mette a segno dieci reti in 31 presenze, non sufficienti a far riportare la compagine conimbricense in Primeira Liga. 

#### Gil Vicente e dilettantismo
Nel 2017-2018 gioca un'altra stagione in cadetteria, al Gil Vicente. Con la squadra di Barcelos scende in campo in 18 occasioni, segnando sei gol, ma il club retrocede in terza divisione.
Dal 2018 milita nelle leghe amatoriali portoghesi, prima alla Sourense e poi, dal 2019, al Pampilhosa.

## Palmarès

### Competizioni Nazionali
- Coppa del Portogallo: 1

Académica: 2011-2012
- Segunda Liga: 1

Moreirense: 2013-2014